# قتلة مصاصي الدماء الشجعان (فلم)
قتلة مصاصي الدماء الشجعان (بالإنجليزية: The Fearless Vampire Killers) أو العنوان الآخر: عفواً، لكن أسنانك في رقبتي Pardon Me, But Your Teeth Are in My Neck (تم تقصيرها إلى قتلة مصاصي الدماء الشجعان). فيلم صدر في الأصل في المملكة المتحدة باسم "رقصة مصاصي الدماء" هو فيلم رعب كوميدي بريطاني لعام 1967 من إخراج المخرج البولندي الفرنسي رومان بولانسكي، وكتبه جيرارد براش وبولانسكي، وإنتاج جين جوتوفسكي  وبطولة بولانسكي مع زوجته المستقبلية، في ذلك الوقت، شارون تيت، إلى جانب جاك ماكجوران وألفي باس، وفيردى ماين. يدور الفيلم حول صياد مصاص دماء متهور ومساعده المتذمر إلى قرية جبلية صغيرة حيث يجدون آثارًا منبهة لمصاصي الدماء. يصبح المساعد مفتونًا بابنة حارس الحانة المحلي. تم تحويل الفيلم إلى مسرحية موسيقية تحت عنوان "رقصة مصاصي الدماء" (تم تكييفها لأول مرة باللغة الألمانية تحت العنوان المترجم "تانز دير مصاصي الدماء Tanz der Vampire)

## طاقم التمثيل
جاك ماكجوران: في دور البروفيسور أبرونسيوس
رومان بولانسكي: في دور ألفريد (مساعد أبرونسيوس)
شارون تيت: في دور سارة شجال
ألفي باس: في دور يوين شجال (صاحب الحانة)
فيردي ماين: في دور الكونت فون كرولوك / الراوي
تيري داونز: في دور كوكول (خادم كرولوك)
فيونا لويس: في دور ماجدة (خادمة شجال)
ايان كوارييه: في دور هربرت فون كرولوك
جيسي روبينز: في دور ريبيكا شجال
رونالد لاسي: في دور أحمق القرية
سيدني بروملي: في دور سائق الزلاجة
أندرياس مالاندرينوس: في دور حطاب 1
أوتو ديامانت: في دور حطاب 2
ماثيو والترز: في دور حطاب 3
فلاديك شيبال: في دور هربرت فون كرولوك 

## أحداث الفيلم

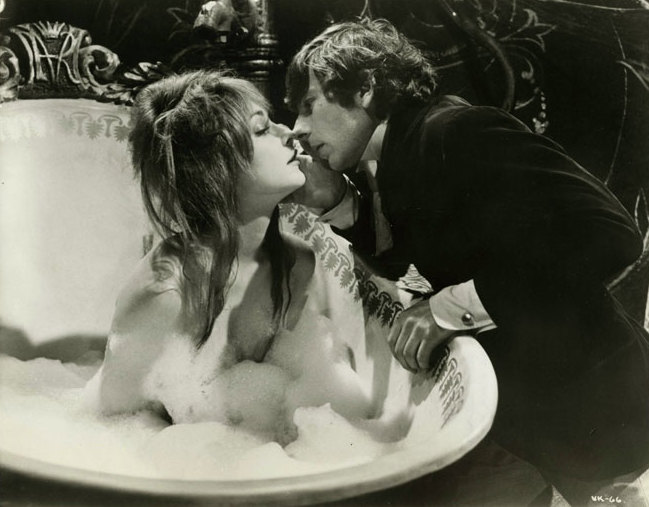
رومان بولانسكي وشارون تيت (قتلة مصاصي الدماء الشجعان) 1967

يصل البروفيسور أبرونسيوس (جاك ماكجوران) ومساعده ألفريد (رومان بولانسكي) إلى نزل ترانسيلفانيان في نهاية الشتاء للعثور على مصاصي الدماء المرعبين الذين يطاردون أهالي المنطقة، ويتسلحون بمجموعة صلبان معدنية صغيرة ومطرقة فقط. يتردد القرويون في تقديم المساعدة للقادمين الجدد، لكن مجموعات الثوم الضخمة المتدلية من كل نافذة تؤكد شكوك الأستاذ في أن البلدة بها مصاص دماء مقيم. تتعرض سارة (شارون تيت)، ابنة صاحب الحانة يوين شجال (ألفي باس)، للاختطاف على يد مصاص دماء، لكن والديها يرفضان مساعدة البروفيسور في تعقب رئيس مصاصي الدماء. يدفع الزوجان ثمن عدم تعاونهما: حيث يتم العثور على صاحب الحانة، يوين شجال، متجمدًا في صباح أحد الأيام، مع وجود علامات الناب الأحمر على ذراعيه وساقيه. لا تستطيع ريبيكا (جيسي روبينز)، زوجة يوين شجال، أن تتشجع لإنقاذ روحه عن طريق دق وتد في قلب شجال. يصل ألفريد وأبرونسيوس، في إحدى الليالي، إلى قلعة الكونت فون كرولوك (فيردي ماين)، الذي يرأس قبيلة من مصاصي الدماء، بما في ذلك ابنه المثلي، هربرت (ايان كوارييه). يجدون سارة، لكن جهودهم لإنقاذها أحبطت بسبب عدم كفائتهم وصعوبة ألفريد في تثبيط هربرت المفترس والفاسد. تحين ليلة احتفال مصاصي الدماء، ولكن قبل أن يتم امتصاص دم سارة، ينجح أبرونسيوس وألفريد في إختطاف سارة والهروب بأعجوبة عبر الجبال الثلجية على زلاجة. ومع ذلك، وبينما يبدو أنهم يقودون سياراتهم إلى بر الأمان، تظهر سارة أنيابها وتعض ألفريد المفتون. يستمر البروفيسور في دفع الزلاجة بمرح إلى الأمام، غير مدرك أنه ينشر الشر الذي كان يأمل في تدميره.

## إنتاج الفيلم
يتحدث رومان بولانسكي عن صعوبات الإنتاج في سيرته الذاتية: «أصبح التصوير الخارجي لشهرنا الأول سلسلة من الارتجالات البارعة، ويرجع ذلك أساسًا إلى أن التحول في اللحظة الأخيرة من موقع»النمسا «إلى»يورتيجي «(منتجع تزلج إيطالي في جبال دولوميت) لم يترك لنا سوى القليل من الوقت لمراجعة جداول التصوير لدينا. استلزم الأمر، ونحن نصور في إيطاليا، توظيف عدد معين من الفنيين الإيطاليين، وهذا بدوره أدى إلى حدوث بعض الاحتكاك الدولي. وقد شك جين جوتوفسكي (المنتج الأوروبي للفيلم) بحق في ذلك كان الإيطاليون يسرقوننا.»

## استقبال الفيلم
منح موقع «الطماطم الفاسدة» الفيلم تقييماً مقداره 70% بناءاً على آراء 33 ناقداً سينمائياً، وكتب إجماع نقاد الموقع: «هذه الصورة غير المتوازنة ولكن الودودة لمصاصي الدماء لعام 1967 هي جزء من محاكاة ساخرة للرعب، وجزء آخر من ملحمة أوروبا الوسطى، ورومان بولانسكي بنسبة 100 في المائة، الذي يميز كل إطار بحساسيته المميزة.»
كتب الناقد روجر إيبرت على موقعه النقدي: «الليلة التي ذهبت فيها لأرى فيلم» قتلة مصاصي الدماء الشجعان«، على سبيل المثال، كان من الممكن أن يفوز الجمهور بأكمله لأنه لم يضحك أحد. بكى شخص أو شخصان، وأسقطت سيدة خلفي كيسًا من شوكولاتة (M&M) وتدحرجت تحت المقاعد، وعطس رجل في الممر الأوسط بعد 43 دقيقة، ولكن هذا كان كل شيء، لم يكن هناك حتى كلب يركض في المكان»، ومنح الفيلم نجمة واحدة من أصل أربعة.

## روابط خارجية
- قتلة مصاصي الدماء الشجعان على موقع IMDb (الإنجليزية)
- قتلة مصاصي الدماء الشجعان على موقع ميتاكريتيك (الإنجليزية)
- قتلة مصاصي الدماء الشجعان على موقع روتن توميتوز (الإنجليزية)
- قتلة مصاصي الدماء الشجعان على موقع قاعدة بيانات الأفلام العربية
- قتلة مصاصي الدماء الشجعان على موقع ألو سيني (الفرنسية)
- قتلة مصاصي الدماء الشجعان على موقع Turner Classic Movies (الإنجليزية)
- قتلة مصاصي الدماء الشجعان على موقع أول موفي (الإنجليزية)
- قتلة مصاصي الدماء الشجعان على موقع فيلمافينيتي (الإسبانية)
- قتلة مصاصي الدماء الشجعان على موقع قاعدة بيانات الأفلام السويدية (السويدية)
- قتلة مصاصي الدماء الشجعان على موقع قاعدة بيانات الفيلم (الإنجليزية)

https://www.imdb.com/title/tt0061655/ قتلة مصاصي الدماء الشجعان (فيلم)
https://www.filmaffinity.com/en/film873148.html قتلة مصاصي الدماء الشجعان (فيلم)
https://letterboxd.com/film/the-fearless-vampire-killers/ قتلة مصاصي الدماء الشجعان (فيلم)
https://www.allocine.fr/film/fichefilm_gen_cfilm=127.html قتلة مصاصي الدماء الشجعان (فيلم)
https://www.allmovie.com/movie/the-fearless-vampire-killers-v16980 قتلة مصاصي الدماء الشجعان (فيلم)